# Polyergus lucidus
Polyergus lucidus là một loài côn trùng thuộc họ Formicidae. Đây là loài đặc hữu của Hoa Kỳ.
Đây là loài đặc hữu của miền đông Hoa Kỳ. Nó là một loài ký sinh xã hội bắt buộc, không thể tự kiếm ăn hoặc chăm sóc con của chúng và phải dựa vào kiến của một loài khác thuộc giống Formica để đảm nhận những nhiệm vụ này. 